# Imbrasia bouvieri
Imbrasia bouvieri är en fjärilsart som beskrevs av Le Moult 1933. Imbrasia bouvieri ingår i släktet Imbrasia och familjen påfågelsspinnare. Inga underarter finns listade i Catalogue of Life.